# Musa lawitiensis
Musa lawitiensis là một loài thực vật có hoa trong họ Musaceae. Loài này được Nasution & Supard. miêu tả khoa học đầu tiên năm 1998.